# María de Villota Comba
María de Villota Comba   (Madrid, 13 de gener de 1979 - Sevilla, 11 d'octubre de 2013) va ser una pilot de carreres espanyola. Era la filla de l'expilot de Fórmula 1 Emilio de Villota. Des de març de 2013 era l'encarregada de la categoria de monoplaces Comissió de Pilots de la FIA, juntament amb Karun Chandhok i Nigel Mansell.
El 3 de juliol de 2012, De Villota va tenir un greu accident mentre feia un test privat amb un Fórmula 1 de l'escuderia Manor en un aeròdrom a Anglaterra. Un any després, i quan se suposava que ja estava del tot refeta de les greus lesions que va tenir, va aparèixer morta a l'habitació d'un hotel a Sevilla. L'autòpsia va concloure que les seqüeles de l'accident en van ser la causa.